# Isstorm

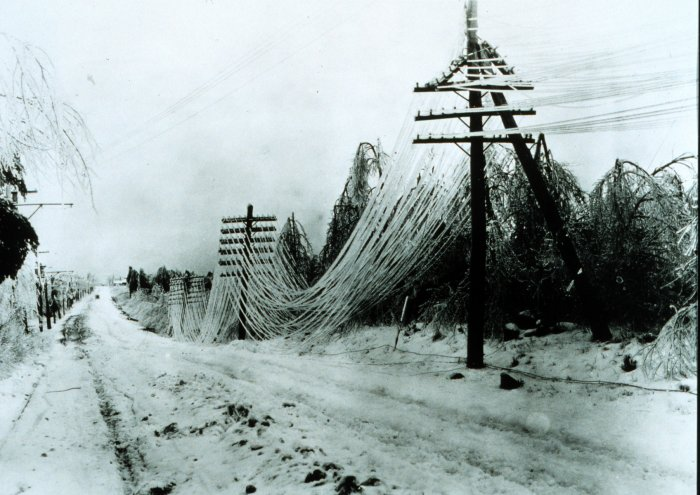
Isstormar kan hindra vägtrafiken och göra skada på infrastruktur. Bilden visar nedtyngda kraft- och teleledningar efter en svår isstorm.

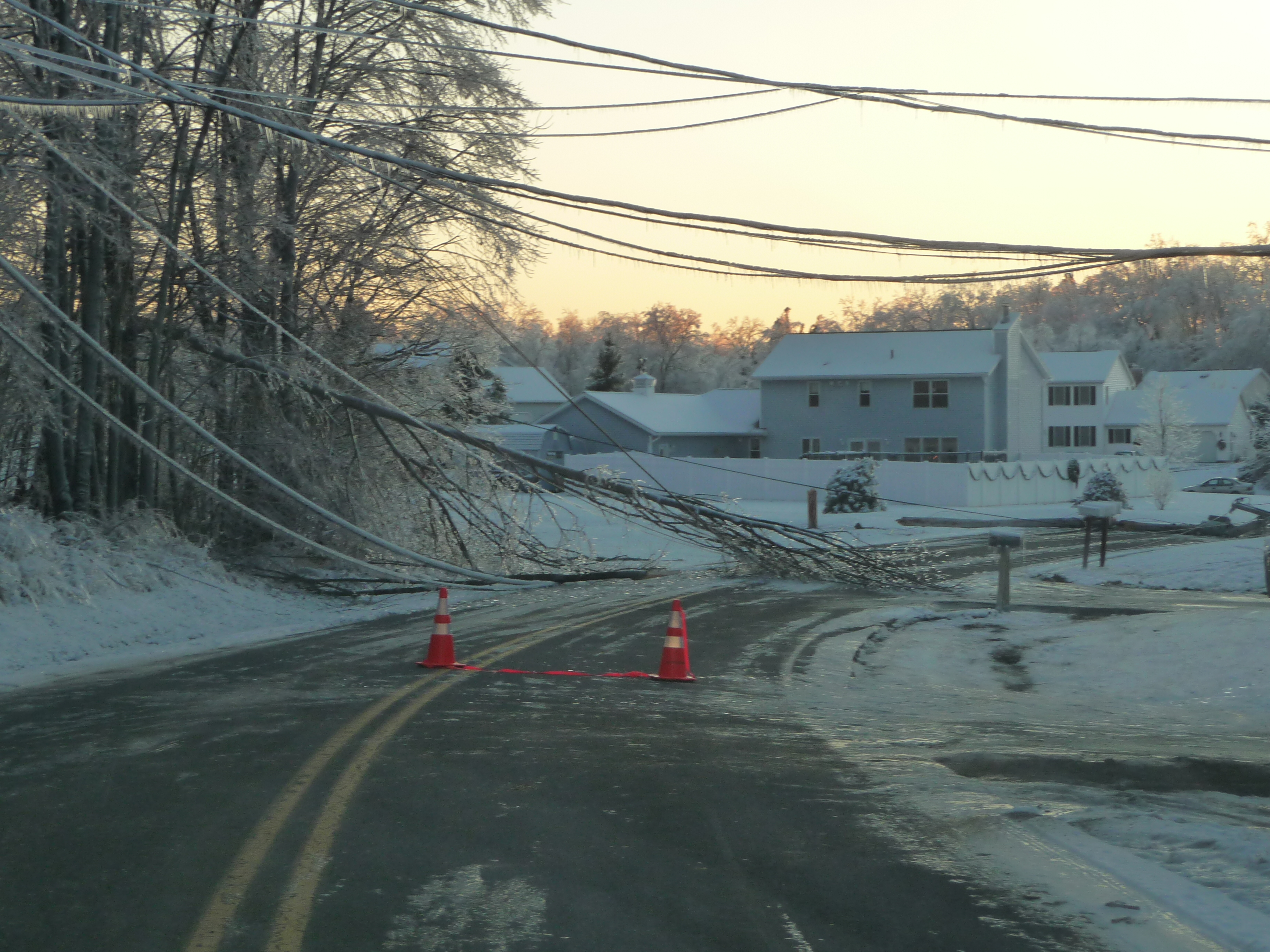
Nedfallna ledningar och avbrutna träd blockerar en väg i North Greenbush i New York under isstormen i december 2008 som drabbade New England och övre delen av staten New York.

En isstorm är ett omfattande vintertida oväder med underkylt eller frysande regn. Det kan orsaka svår halka och omfattande skador på infrastruktur. Isstormar drabbar bland annat Nordamerika ibland. Senaste dokumenterade isstormen i Sverige inträffade år 1921.
Underkylt eller frysande regn fryser till is då det når marken och andra ytor. Allt täcks med tung, blank is. Istäckta vägar blir mycket hala och farliga (blixthalka), då fordon av alla slag halkar och slirar. Fotgängare riskerar att halka och bli påkörda av halkande fordon. Fordon kan täckas av en isskorpa, som gör att de inte går att öppna, starta och köra. Stolpar, master, kablar, träd, broar och byggnader som tyngs av isskorpan kan falla och orsaka skador, blockera framkomligheten eller orsaka avbrott i strömförsörjning och telekommunikationer. Alla sådana skador kan också vara svåra att reparera då framkomligheten är begränsad.
Isstormar har av Krisberedskapsmyndigheten och Totalförsvarets forskningsinstitut framhållits som en risk, som svenska samhället bör planera för.
En isstorm är temat i romanen The Ice Storm (1994) av Rick Moody och den därpå baserade spelfilmen med samma namn (1997) av Ang Lee.

## Större isstormar
Ofta anges att den senaste dokumenterade isstormen i Sverige inträffade 23 oktober 1921 och drabbade hela sydvästra Sverige. Men egentligen var det inte en riktig isstorm eftersom det var blötsnö som frös fast i den tilltagande kylan, snarare än underkylt regn som omedelbart frös till is. Men de omfattande skadorna liknade de som uppkommer vid en isstorm. En tidningssida från tillfället återges i broschyrerna från KBM.
Den 5 till 10 januari 1998 drabbades flera storstäder i sydöstra Kanada av en isstorm, som var den värsta i landets historia. En liknande allvarlig isstorm drabbade Slovenien i februari 2014

### Isstormen över Kanada i januari 1998
Under första delen av januari 1998 drog en varmfront in över östra Kanada. Denna varmfront kolliderade med kalluft, och då bildades underkylt regn. Det föll ner i stora mängder över provinsen Quebec. När isen lade sig i tjocka lager på vägar och byggnader ställdes samhället och invånarna i Quebec inför svåra utmaningar. Elledningarna täcktes med ett tjockt islager, många av dem föll ner av tyngden, och strömavbrott uppstod. Många hus i Montreal värmdes upp med el. Efter ett tag slutade hela elförsörjningen att fungera. Då blev tre miljoner invånare strömlösa, och snabbt blev det brist på reservaggregat. På en del ställen blev man också utan vattenförsörjning . Under de dagar isstormen pågick var delar av befolkningen tvungna att flytta och en del människor frös ihjäl. Olyckor med dödlig utgång inträffade också när människor försökte få bort isbeläggning från sina hustak. Myndigheterna hade ordnat med uppvärmda uppsamlingscentra och där tillbringade hundratusentals människor åtminstone någon natt.